# Gare de Yellel
La gare de Yellel est une gare ferroviaire algérienne située sur le territoire de la commune de Yellel, dans la wilaya de Relizane.

## Situation ferroviaire
La gare se situe sur la ligne d'Alger à Oran, où elle est précédée de la gare de Relizane et suivie de celle de Sahouria.

## Service des voyageurs

### Dessertes
La gare de Yellel est desservie par les trains régionaux des liaisons :
- Oran - Chlef[1] ;
- Oran - Relizane[2].